# Aart Leemhuis
Aart Johannes Leemhuis (Haarlemmerliede en Spaarnwoude, 18 juli 1936) is een beeldend kunstenaar die geometrisch-abstracte kunst maakt. Leemhuis is ook schrijver en filosoof.

## Opleidingen
Na de middelbare school volgde Aart Leemhuis enkele lessen aan de Vrije academie in Den Haag. Hij doorliep vervolgens van 1957 tot 1962 de vijfjarige opleiding 'Vrije schilderkunst' aan de Rijksakademie van beeldende kunsten in Amsterdam en werkte daarna in 1962/63 tijdelijk op een atelier van het Hoger Instituut voor Schone Kunsten te Antwerpen. Op de Amsterdamse Rijksacademie maakte hij kennis met zijn jaargenoten Steven Kwint en Ria Rettich; de eerste werd naast een loyale collega ook een leermeester voor de minder ervaren Leemhuis. Van de docenten waren vooral de spontane en gedreven beeldhouwer Piet Esser en de (Duits) expressionistische schilder Jan Wiegers belangrijk voor Leemhuis. Buiten het academisch milieu raakte hij in die jaren ook bevriend met de politiek-geëngageerde schilder Paul Werner - een vriendschap, die zou duren tot Werner's dood in 2019.
Naast zijn kunstenaarspraktijk studeerde Leemhuis vanaf 1975 pedagogiek en filosofie aan de Universiteit van Amsterdam.

## Beeldend kunstenaar
Na zijn terugkeer uit Antwerpen vestigde Leemhuis zich als zelfstandig kunstenaar in Amsterdam. Zijn werken maakte hij in diverse technieken: olieverf, aquarel, acrylverf, inkt en in zeefdruk. Perspex gebruikte hij als materiaal om zijn driedimensionale objecten te maken. Zijn vroege werken maakte hij vanuit een academisch Impressionisme en Expressionisme; daarna werd hij in zijn kunst geïnspireerd door een serieel constructivisme dat zich uiteindelijk ontwikkelde tot Geometrische abstractie. Van 1969 tot 1972 inspireerde het constructivisme van de Russische kunstenaars als El Lissitzky en Malevich hem sterk; iets later de schilders Theo van Doesburg en Max Bill. 
Leemhuis ontving stipendia van de Belgische (1963) en van de Franse (1968) staat, voor respectievelijk één en een half jaar; dit bood hem de mogelijkheid om een jaar in Antwerpen te verblijven waar hij oog en hand oefende met het schilderen van de pakhuizen, schepen en kaden aan de Schelde. Later verbleef hij nog een half jaar in Vaucluse in Frankrijk, waar hij gefascineerd raakte door de architectuur in de steden en dorpen. Na zijn verblijf in België meldde hij zich in 1964 aan bij de Beeldende Kunstenaars Regeling, waardoor zijn kunst regelmatig werd aangekocht; zijn werken circuleerden ook via de kunstuitleen S.B.K. - gevestigd te Amsterdam. 
Leemhuis nam deel aan diverse groepstentoonstellingen. Onder meer bij kunsthandel Martinus Liernur in Den Haag in 1962, en een jaar later in kunstzaal Pictura te Groningen, met elf andere kunstenaars. In de jaren zestig en zeventig nam hij regelmatig deel aan de verenigingstentoonstellingen van St. Lukas (1965, 1967, 1969). in de Nieuwe Vleugel van het Stedelijk Museum Amsterdam. In 1967 exposeerde hij met drie andere kunstenaars zijn schilderijen, aquarellen en tekeningen in de 'Vrije Academie' te Amsterdam. Circa 1964 sloot hij zich aan bij de Beroepsvereniging van Beeldende Kunstenaars (BBK) en in 1969 werd hij lid van De Onafhankelijken.
Twee belangrijke solotentoonstellingen had Leemhuis bij kunsthandel Van Hulsen (Amsterdam, 1971 / Leeuwarden, 1972). Kunstcriticus Hans Redeker schreef over zijn geëxposeerde werken in Amsterdam:  'Het programma [van Leemhuis] bevat een uiterst bewust gekozen beperking, maar de resultaten zijn van een bevrijdende zuiverheid en schoonheid en zelfs telkens weer verrassend ondanks het blijvende compositorische stramien.'
Werken van Leemhuis bevinden zich onder andere in de collectie van het Stedelijk Museum van Amsterdam, en van het ziekenhuis OLVG-West, aldaar.

## Vertaler & essayist
Leemhuis publiceert onder de naam Aart J. Leemhuis. Hij rondde zijn studie wijsbegeerte en pedagogiek af in 1986. Conform zijn belangstelling volgden diverse publicatie, voornamelijk historische teksten over kunst en pedagogiek. Deze boeken bevatten een inleiding, vertaling en toelichting van zijn hand, van voornamelijk Duitse teksten uit de 18e eeuw. Leemhuis concentreert zich bij voorkeur op de teksten van de vroeg-romantische Duitse schrijvers, in het bijzonder die van Friedrich von Schiller. 
Rob van Gerwen van het Nexus Instituut schreef in 2017 over zijn boek over 'Winckelmanns Gedachten' 'Het geheel wordt voorafgegaan door een uitstekende inleiding van de vertaler Aart J. Leemhuis waarin de tekst wordt samengevat, toegelicht en gesitueerd..  ..de bespreking erin van de reacties van beroemde tijdgenoten als Herder, Lessing, Schiller en Goethe werkt zeer verfrissend.'

## Publicaties
- 'Fr. Schiller, Brieven over de esthetische opvoeding van de mens'; Klement, Kampen, 1e druk 1994 / Octavo, Amsterdam, 2e druk 2017
- 'Goethe – Schiller, Briefwisseling'; Damon, Budel 2005
- 'Ilse Staedke; Schiller en de Vrijeschool pedagogie' (diss.); Vereniging voor Vrije Opvoedkunst, Driebergen 2007
- 'J.G. Herder: Journaal van mijn reis in het jaar 1769'; Klement, Utrecht 2010
- 'Steven Kwint, schilder en graficus', (in samenwerking met Han Veelders); Van Spijk, Venlo 2011
- 'J.J.Winckelmann: Gedachten over de nabootsing van de Griekse werken in de schilder- en beeldhouwkunst'; Klement, Utrecht 2017[8]

- Nederlandse Thesaurus van Auteursnamen: 12126694X
- RKD-Nederlands Instituut voor Kunstgeschiedenis: 48816
- Virtual International Authority File: 3187825